# لوک پگلر
لوک پگلر (انگلیسی: Luke Pegler؛ زادهٔ ۱۹۸۰ (۴۴–۴۵ سال)) هنرپیشه اهل استرالیا است. وی از سال ۲۰۰۱ میلادی تاکنون مشغول فعالیت بوده است. از فیلم‌هایی که وی در آن نقش داشته است می‌توان به شر نبین و محکوم شده اشاره کرد.